# 18 Dywizja Polowa Luftwaffe
18 Dywizja Polowa Luftwaffe (niem. 18 Luftwaffe Feld Division) – utworzona pod koniec 1942 r. we Francji na bazie 52 pułku lotniczego (Flieger-Regiment 52). 

## Działania dywizji
W  1943 r. dywizja znalazła się w rejonie Calais i Dunkierki, gdzie pełniła funkcję jednostki obrony wybrzeża (w ramach 15 Armii. W listopadzie 1943 r. została przemianowana (jak wszystkie dywizje polowe Luftwaffe) na 18 Feld Division (L), przydzielona do wojsk lądowych i zreorganizowana. 
Po lądowaniu Aliantów w Normandii dywizja walczyła pod Paryżem w ramach 5 Armii Pancernej i została okrążona podczas odwrotu przez Belgię pod Mons. Z okrążenia wydostało się zaledwie ok. 300 żołnierzy. We wrześniu 1944 r. jednostkę rozwiązano a jej resztki przekazano do 18 Dywizji Grenadierów Ludowych.

## Struktura organizacyjna
Skład bojowy dywizji w 1943 :
- 35. polowy pułk strzelców Luftwaffe
- 36. polowy pułk strzelców Luftwaffe
- 48. polowy pułk strzelców Luftwaffe
- 18. polowy pułk artylerii Luftwaffe
- 18. polowy pluton rozpoznawczy Luftwaffe
- 18. polowy batalion przeciwpancerny Luftwaffe
- 18. polowy batalion inżynieryjny Luftwaffe
- 18. polowa kompania łączności Luftwaffe
- 18. polowe dywizyjne oddziały zaopatrzeniowe Luftwaffe

## Dowódcy dywizji
- Oberst Ferdinand-Wilhelm von Stein-Liebenstein zu Barchfeld (od grudnia 1942)
- Generalmajor Wolfgang Erdmann (od 1 kwietnia 1943}
- Generalmajor  Fritz Reinshagen (od 26 sierpnia 1943)
- Generalleutnant Wilhelm Rupprecht (od 27 października 1943)
- Generalleutnant Joachim von Treschow (od 1 lutego 1944 do końca)